# حمة طبريا
الحمّة أو حمّة طبريا هي قرية فلسطينية تقع عند ملتقى الحدود السورية-الأردنية-الفلسطينية، في جنوب هضبة الجولان، بالقرب من مصب نهر اليرموك، كانت القرية مبينة على شريط ضيق من الأرض في وادي اليرموك وترتفع المنحدرات إلى الشمال والجنوب منها، ولذلك سميت باسم حمة اليرموك، وهي على ارتفاع 150 مترًا تحت سطح البحر. كان فيها محطة من محطات قطار سكة الحديد التي كانت تربط حيفا بسكة الحجاز عبر قرية سمخ. كما تقع فيها محطّة درعا-سمخ في الطرف الجنوبي لبحيرة طبريا. توجد في المكان ينابيع ساخنة معدنية، ولذا سميت المنطقة باسم الحمة. من ينابيعها: عين المقلى، عين البلسم، عين الريح، عين الساخنة، وعين بولس والأخيرة مياهها عذبة.

## التاريخ
اجتذبت المنطقة السكان منذ العصور القديمة، فقد أنشئت الحمة فوق بلدة امانوس الهلنستية وهي أماث أو إماث القديمة المذكورة في العهد القديم من الكتاب المقدس. في أيام الرومان كان الموقع يسمى إماثا ويتبع قضاء غدرا (أم قيس) الذي بات الآن جزءاً من الأردن. كانت في الحمة حمامات في العهد الروماني، وعلى الرغم من أن هذه الينابيع كانت تجتذب الكثيرين، أيام الإغريق والرومان فقد هجرت لا يعد يزورها الا بعد البدو الذين كانوا يضربون مضاربهم الموسمية في ذلك الموقع. وسمّيت آنها "أماتا".
وقد جدد بناء الحمة في سنة 663 م، أيام خلافة معاوية بن أبي سفيان بعد أن أتلفها زلزال وكانت معروفة بينابيعها الحارة التي كانت تعزى إليها مزايا علاجية، نظراً إلى ما يحتوي مياهها عليه من نسبة عالية من مادة الكبريت. ثم تهدمت هذه الحمامات وأصبحت الحمة في أواخر العهد العثماني خرابة.

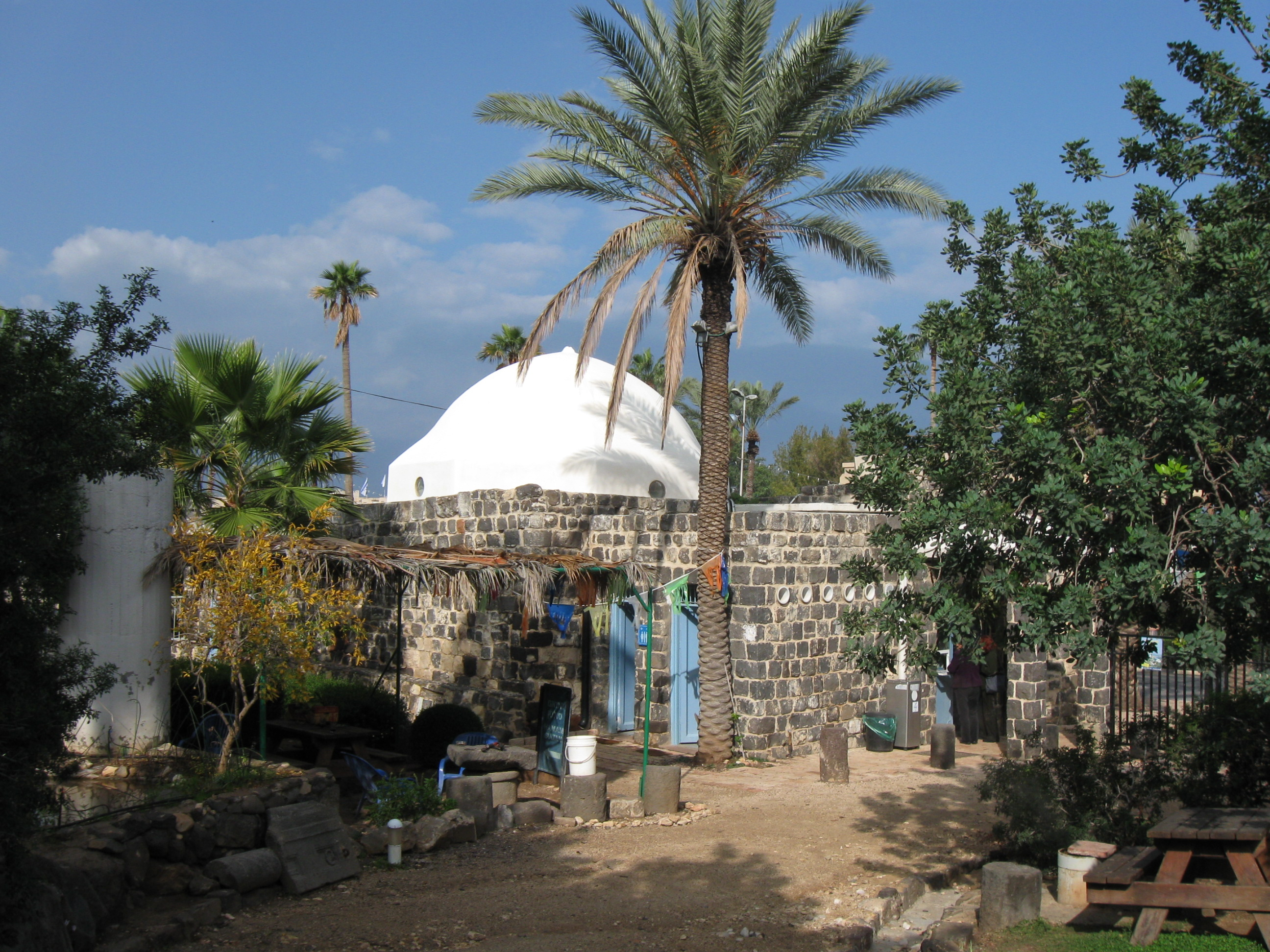
الحمام السلطاني

في سنة 1936 (أيام الانتداب البريطاني)، تم بناء حمامات الحمة على يد رجل أعمال لبناني يدعى سليمان ناصيف، وقد حصل على امتياز لاستغلال الينابيع. وبعد ذلك صار الفلسطينيون وسواهم من العرب يتوافدون إلى المنطقة من أجل الاستجمام والعلاج. بعد أنّ شقّ الطّرق وغرس الأشجار وبنى المنازل.

## السكان
كان سكان الحمة في معظمهم من المسلمين، ولهم فيها مسجد كبير ذو أعمدة رخامية وسبيل ماء في فنائه الأمامي وكانت الزراعة أهم موارد رزق سكانها فكان شجر الزيتون مغروسا في قسم صغير من أراضي القرية، وفي 1944/1945 وصل عدد سكّانها إلى 290 نسمة. أمّا مجموع مساحة أراضيها 1105 دونمًا مروياً أو مستخدماً للبساتين. وكان من جملة البقايا الأثرية في الحمة مدرج قديم وحمامات وكنيس لليهود ومدافن وأعمدة وتيجان أعمدة ومقام.

## الحمة في بداية فترة الاحتلال 1948
لم تؤخذ الحمة بالقتال وإنما أخذت بعد انتهائه بزمن بعيد. ففي آخر الحرب وقعت القرية ضمن المنطقة المجردة من السلاح على الحدود مع سورية، ونصت اتفاقية الهدنة السورية / الإسرائيلية التي وقعت في تموز يوليو 1949، على حمايتها. لكن السلطات الإسرائيلية قررت مع ذلك، بحسب ما كتب المؤرخ الإسرائيلي بني موريس، أن تطرد سكان مجموعة القرى التي شملتها الاتفاقية، بحجة أنهم ربما كانوا يتعاونون مع السورين أو يسرقون المواشي ويعتدون على أراضي غيرهم. وقد استعمل طوال السنوات السبع اللاحقة (1949-1956)، خليط من سياسة العصا والجزرة لإخراجهم من ديارهم، وذلك استنادا إلى موريس واشتملت الوسائل المستعملة على الضغط البوليسي والضغط الدنيء والحوافز المادية) وقد انتقل سكان المنطقة في معظمهم إلى سورية، لكن البعض منهم أحل في قرية شعب التابعة لفضاء عكا. يجدر الإشارة إلى أنّها تعرّضت البلدة عام 1951 للاعتداءات من قبل القوات الاسرائيليّة، وهجّر قسم من أهلها، ليهجّر باقي أهلها عام 1967.

## القرية اليوم

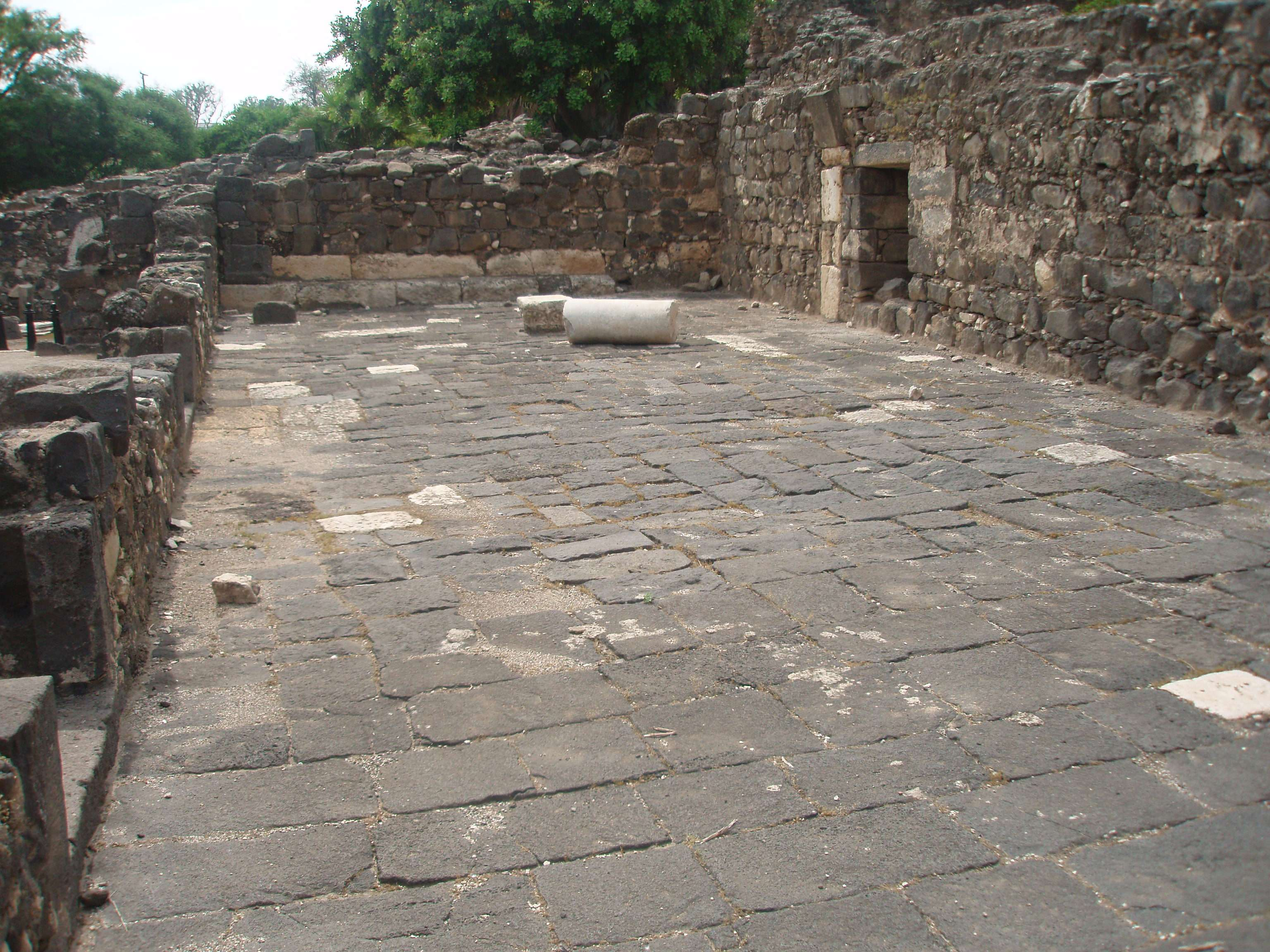
حمة طبريا

حول الموقع إلى منتجع سياحي إسرائيلي، فيه حياض للسباحة وبركة صغيرة لصيد السمك. ولا يزال المسجد المهجور قائما ولا تزال مئذنته وأعمدته الرخامية سليمة مثلما كانت. ويشاهد إلى الجنوب منه أسس أبنية دارسة كشفت التنقيبات الأثرية عنها. وثمة خمسة أبنية بحجر البازلت الأسود إلى الشرق من موقع القرية. ولا تزال محطة قطار سكة الحديد قائمة، واسم القرية مكتوباً فوق مدخلها. وثمة ثلاثة أبنية أخرى مهجورة بالقرب من المحطة، فضلا عن بقايا بعض المنازل المدمرة، ولا يتواجد مستعمرات صهيونية فيها.
| الخلفية العرقية | ملكية الأرض/دونم |
| فلسطيني         | 1,105            |
| تسربت للصهاينة  | 0                |
| مشاع            | 587              |
| المجموع         | 1,692            |

| نوعية المساحة المستخدمة  | فلسطيني (دونم) |
| مزروعة بالبساتين المروية | 1,105          |
| مزروعة بالزيتون          | 6              |
| صالح للزراعة             | 1,105          |
| بور                      | 587            |

| السنة                        | نسمة  |
| 1931                         | 171   |
| 1945                         | 290   |
| 1948                         | 336   |
| تقدير لتعداد الاجئين في 1998 | 2,066 |

| السنة | عدد البيوت |
| 1931  | 46         |
| 1948  | 90         |